# Kleiner Krokus
Der Kleine Krokus (Crocus chrysanthus), auch Balkan-Krokus genannt, ist eine Pflanzenart aus der Gattung der Krokusse (Crocus).

## Merkmale
Der Kleine Krokus ist ein ausdauernder Knollen-Geophyt, der Wuchshöhen von 4 bis 10 Zentimeter erreicht. Die Knollenhülle ist häutig. Am Grund ist sie in Ringe aufgespalten, die gezähnt oder ganzrandig sein können. Die Perigonzipfel messen 15–35 × 5–11 Millimeter und sind spitz bis stumpf. Sie sind blassgelb bis orangegelb gefärbt, seltener auch cremeweiß. Manchmal ist ihre Außenseite purpurn oder bronzefarben gestreift oder überlaufen.
Die Blütezeit liegt im März, selten dauert sie von Februar bis April.
Die Chromosomenzahl beträgt 2n = 8, 10, 12, 18, 19, 20.

## Vorkommen
Der Kleine Krokus kommt auf dem Balkan, in Südost-Rumänien sowie in der Süd-, Zentral- und Nordwest-Türkei vor. Die Art wächst auf kurzgrasigen, trockenen Hängen, in offenen Koniferenwäldern und in Gebüschen in Höhenlagen von 0 bis 2200 Meter.

## Nutzung
Der Kleine Krokus ist seit ungefähr 1841 Kulturpflanze. Er wird zerstreut als Zierpflanze in Steingärten und Rabatten genutzt, wie Cultivare und Hybriden mit Crocus aerius und Unterarten des Zweiblütigen Krokus in verschiedenen Farben.

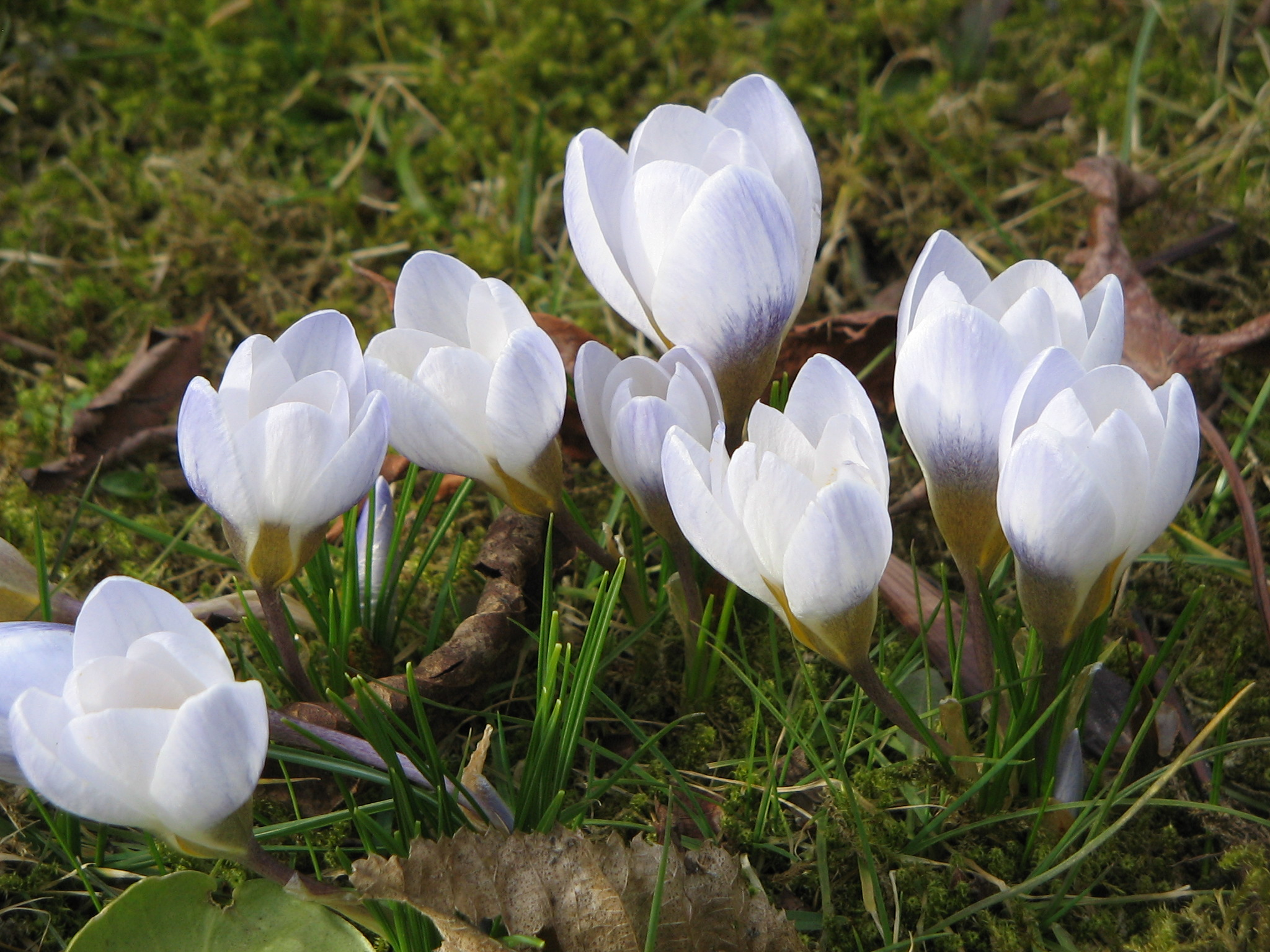
'Blue Pearl'
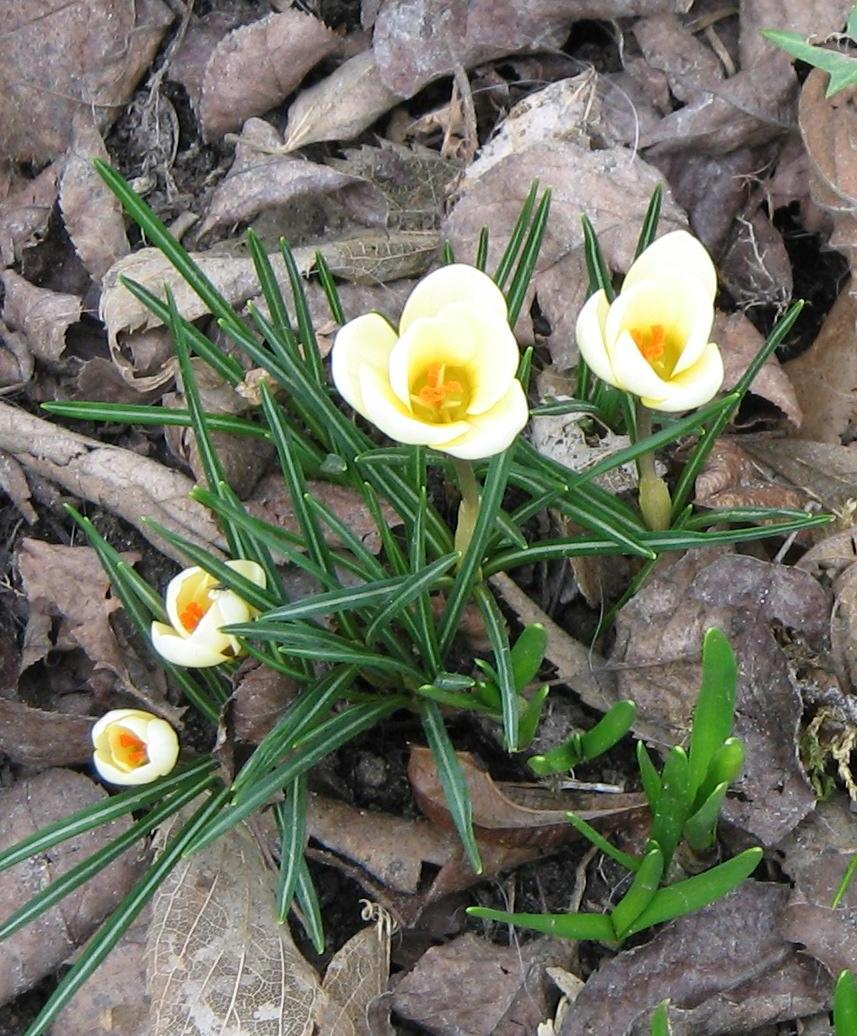
'Cream Beauty'
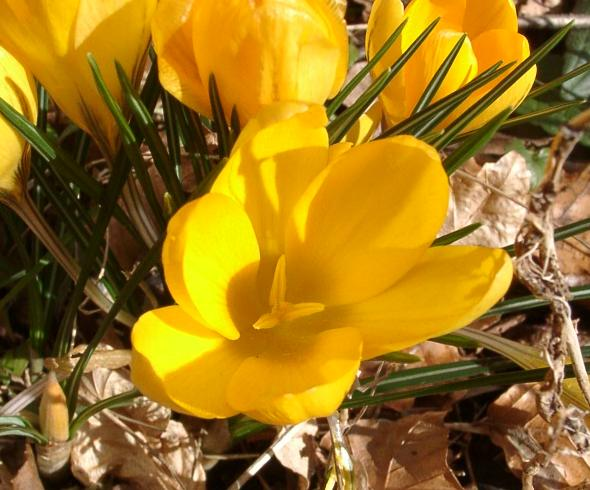
'E.A. Bowles'
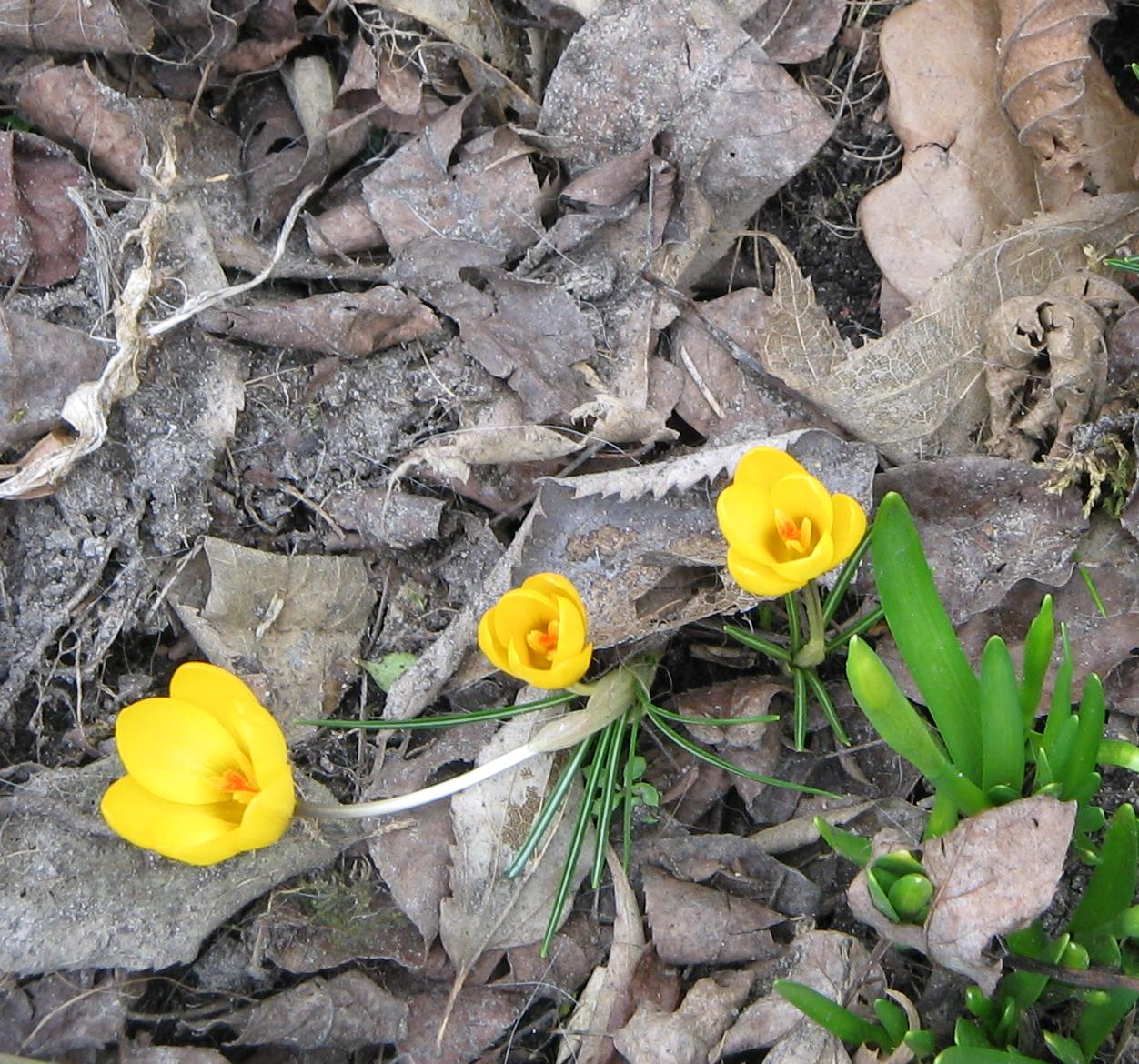
'Gipsy Girl'
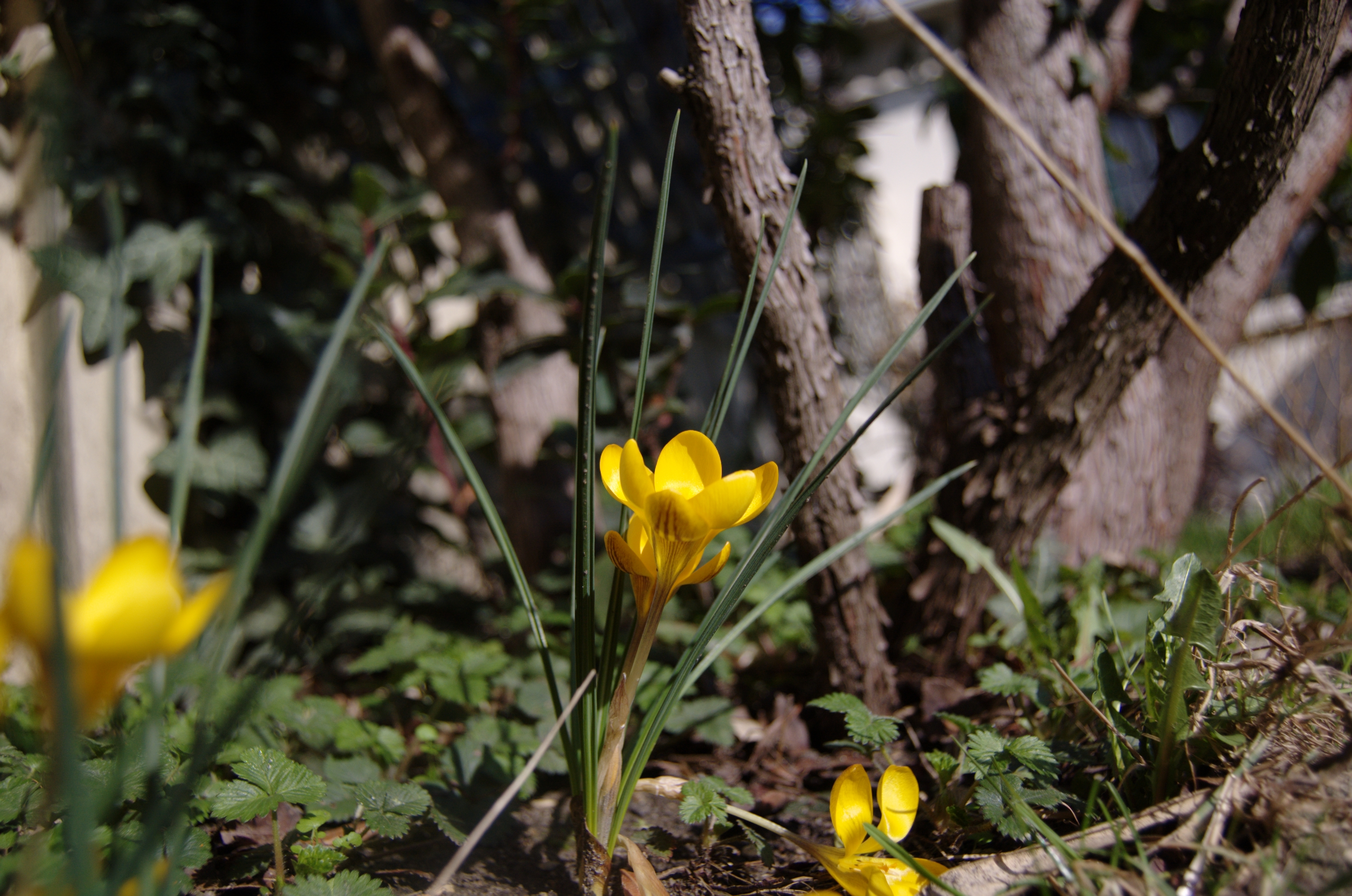
'Goldilocks'
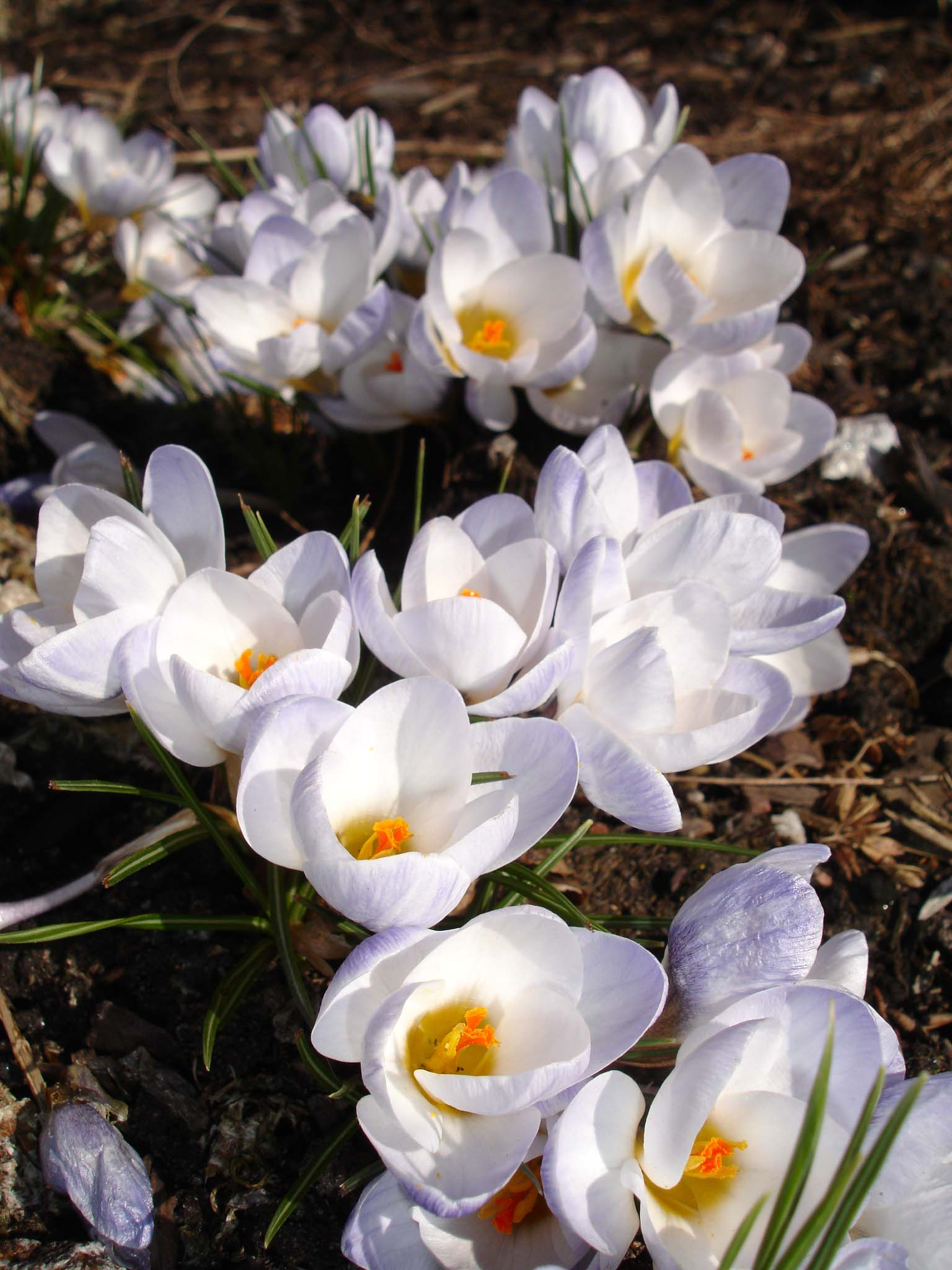
'Prins Claus'
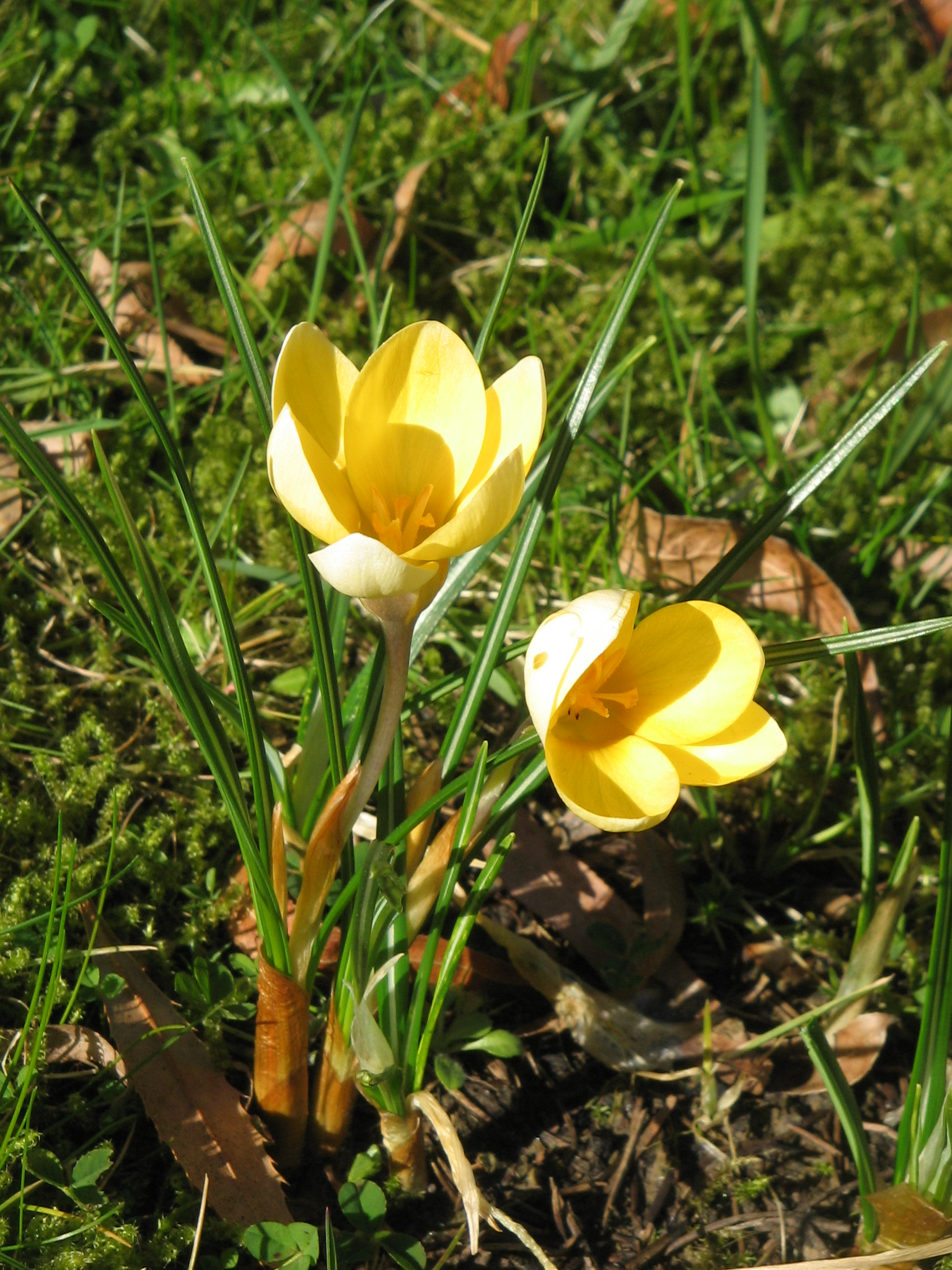
'Romance'
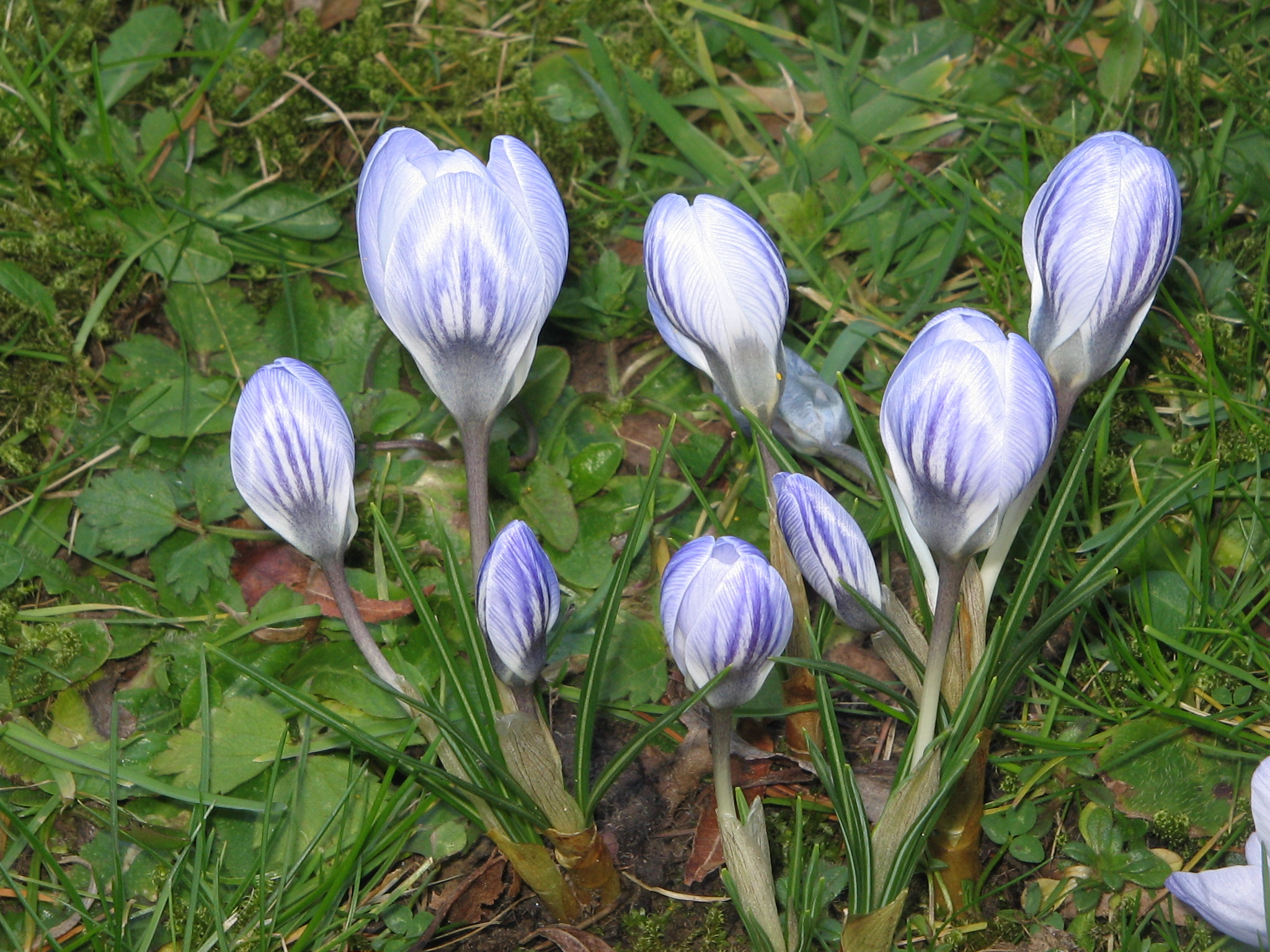
'Skyline'
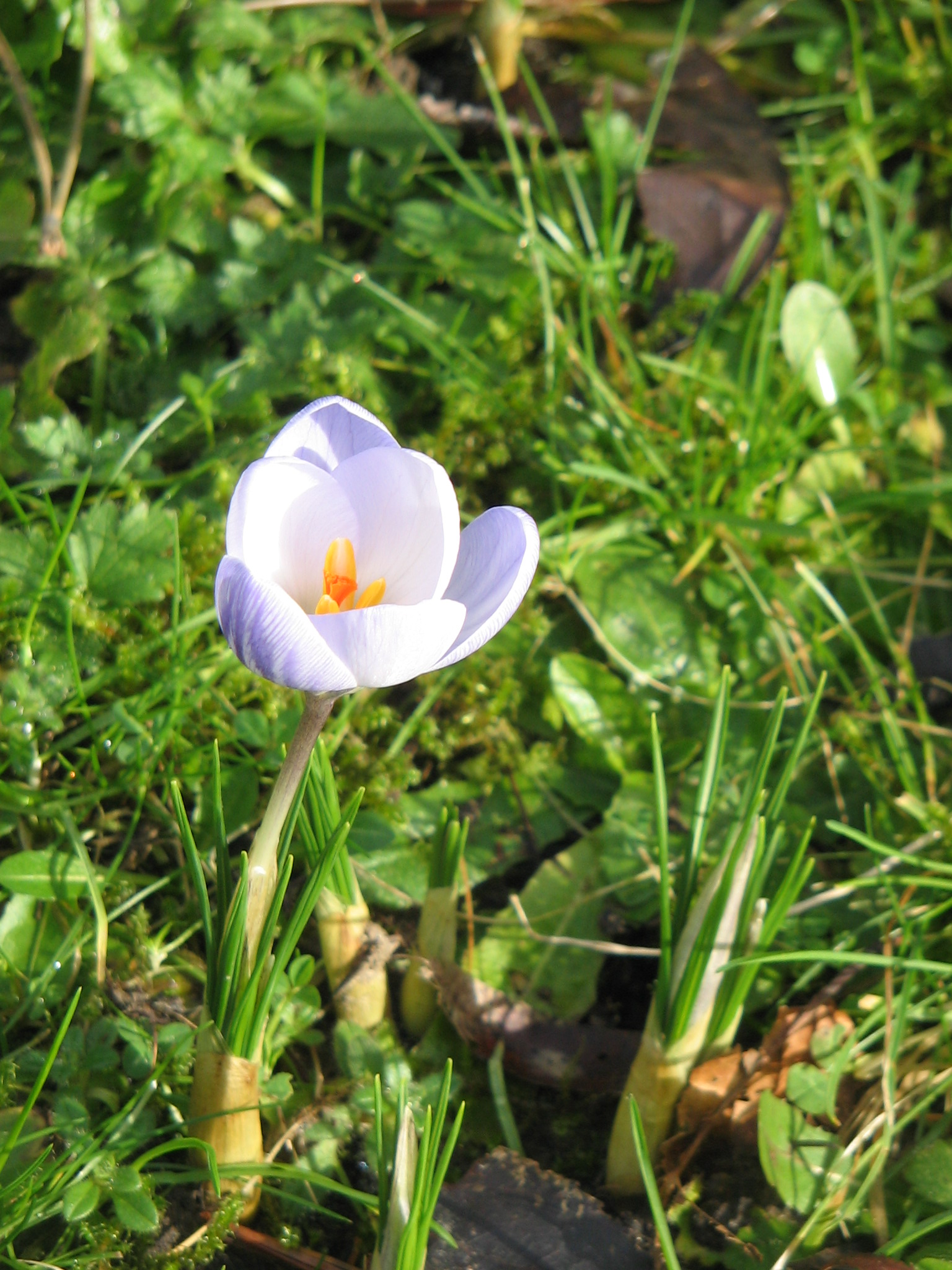
'Skyline'
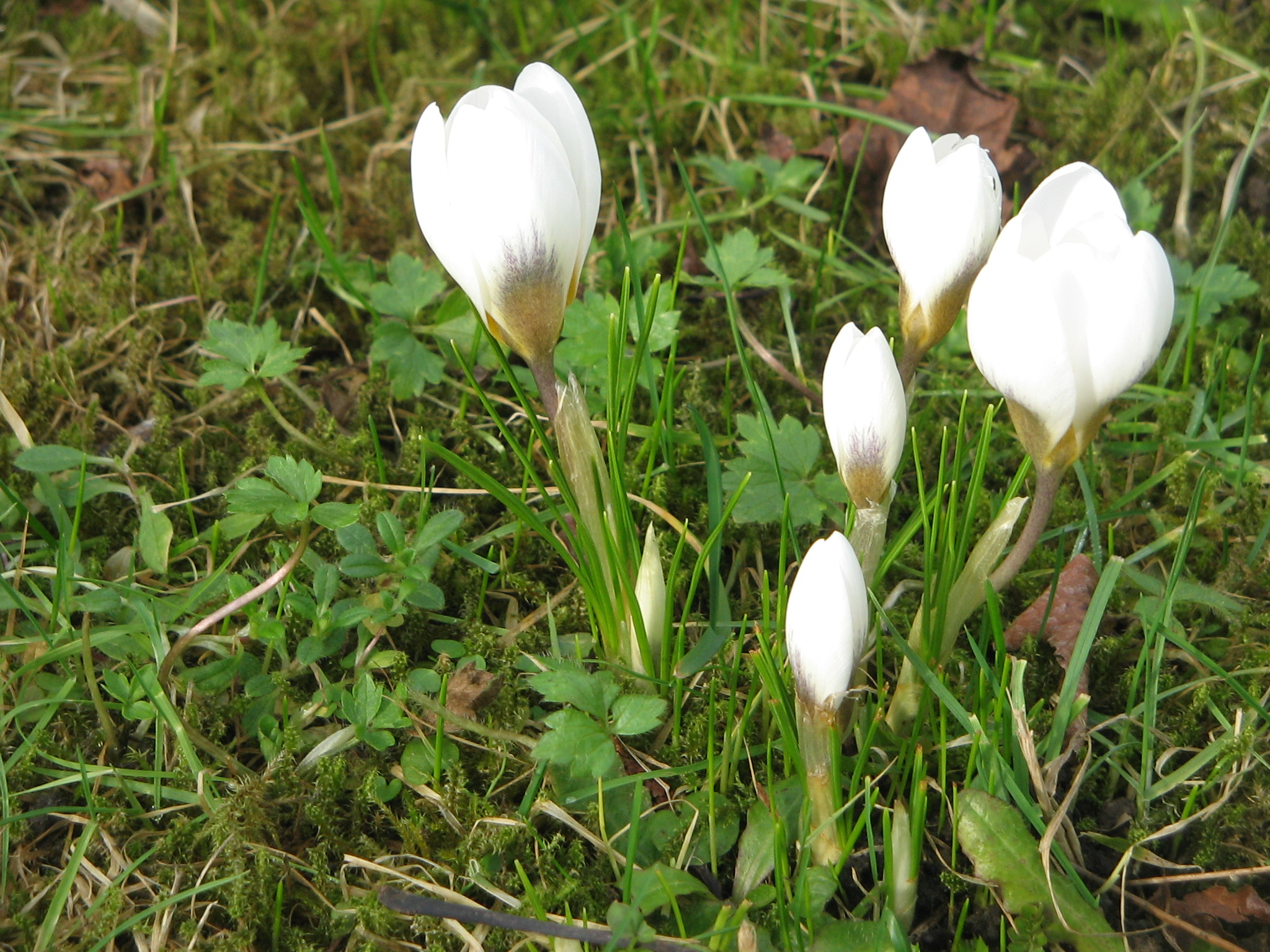
'Snow Bunting'
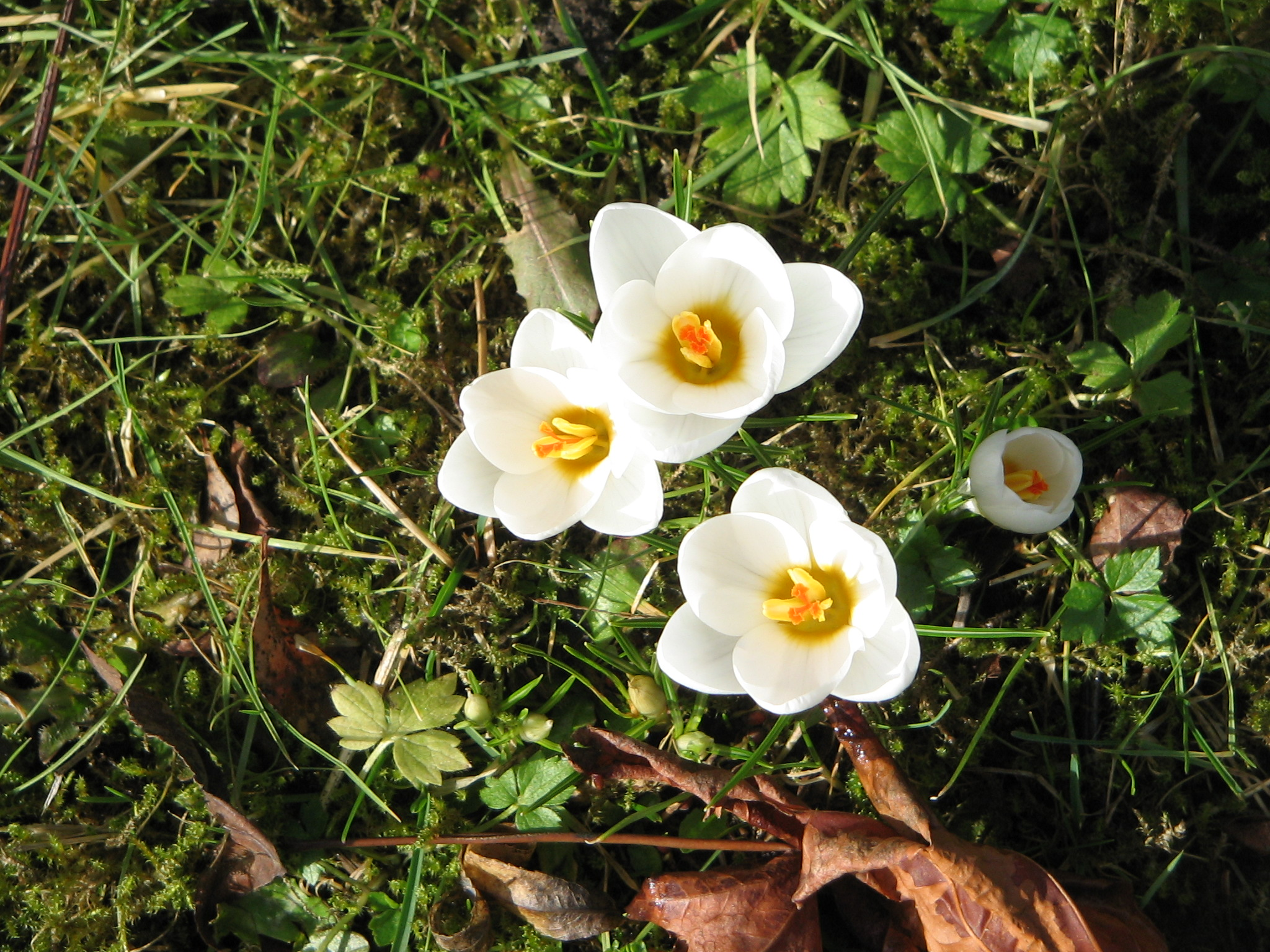
'Snow Bunting'

## Belege
- Eckehart J. Jäger, Friedrich Ebel, Peter Hanelt, Gerd K. Müller (Hrsg.): Rothmaler - Exkursionsflora von Deutschland. Band 5: Krautige Zier- und Nutzpflanzen. Spektrum Akademischer Verlag, Berlin Heidelberg 2008, ISBN 978-3-8274-0918-8.